# Rudolf Kinsky von Wchinitz und Tettau

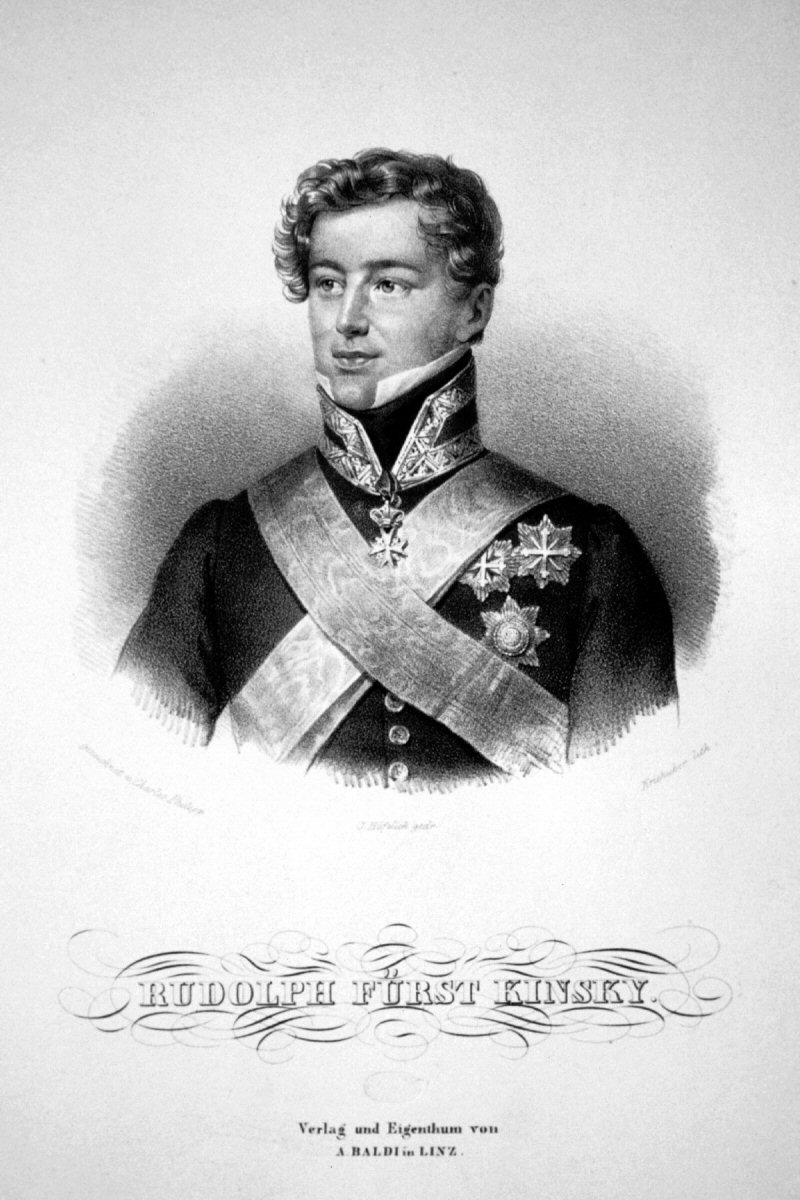
Rudolf Fürst Kinsky, Lithographie von Joseph Kriehuber.

Rudolf Fürst Kinsky von Wchinitz und Tettau (* 30. März 1802 in Prag; † 27. Januar 1836 in Linz), Oberhaupt des Hauses Kinsky, war ein Staatsmann und Großgrundbesitzer im Königreich Böhmen.

## Biografie
Kinský war der Älteste Sohn von Ferdinand Fürst Kinsky aus der Ehe mit Karolina Maria Freiin von Kerpen und ein Urenkel des Franz de Paula Ulrich (Fürst seit 1752) Kinsky von Wchinitz und Tettau aus der gefürsteten Linie der Kinsky. Nach einem Studium an der Karls-Universität Prag unternahm Fürst Kinsky Reisen durch Deutschland, die Schweiz und Italien. Nach dem Tode seines Vaters 1812 wurde er 6. Fürst in direkter Folge. Seit 1825 in Prag im Staatsdienst als Gubernialrat, 1833 als Hofrat in Wien und wiederholt in diplomatischer Mission tätig. 1835 Regierungspräsident von Oberösterreich.
Er ist mit Frantisek Palacky, J. Jungmann und K. Graf Sternberg der Gründer der „matice ceska“ und war deren Kurator. Unter anderem war er Besitzer des Chotzener Schlosses von 1824 bis 1836. 1834 kaufte er von Karl von Rummerskirch die Grundherrschaft Horažďovice. Er ließ in der Böhmischen Schweiz rund um Dittersbach die Felsenwelt zugänglich machen. Deshalb wurde auch der Rudolfstein nach ihm benannt.
Die Familie residierte u. a. im Kinsky-Palast auf dem Altstädter Ring in Prag. Von 1834 bis zu seinem Tod am 27. Jänner 1836 war er Präsident der Landesregierung der Kronlandes Österreich ob der Enns.

## Familie
Rudolf Fürst Kinsky heiratete am 12. Mai 1825 in Prag die Gräfin Wilhelmine Elisabeth von Colloredo-Mannsfeld (* 20. Juli 1804; † 3. Dezember 1871). Das Paar hatte mehrere Kinder:
- Marie Caroline (* 8. März 1826; † 24. Dezember 1842)
- Anna (1827–1828)
- Wilhelmine Elisabeth (1831–1836)
- Marie Caroline (* 22. September 1832; † 29. Dezember 1904) ⚭ 1850 Graf Theodor von Thun und Hohenstein (* 30. Juli 1815; † 9. Dezember 1881)
- Ferdinand Bonaventura Christian Josef Hieronymus Rudolf Rafael  (* 22. Oktober 1834; † 2. Januar 1904) 1856 Prinzessin Marie von und zu Liechtenstein (* 19. September 1835; † 11. Juni 1905)
- Rudolphine Caroline (* 26. Juni 1836; †  25. November 1899) ⚭ 1857 Graf Franz von Bellegarde (* 18. Juni 1833; †  1. Januar 1912)